# Василь Ґіґейчук
Василь Ґіґейчук (1882, с. Свидова, Австро-Угорщина — 18 жовтня 1959, м. Оттава, Канада) — український церковний і громадський діяч.

## Життєпис
Василь Ґіґейчук народився 1882 року у селі Свидовій, нині Товстенської громади Чортківського району Тернопільської области України.
Від 1903 — в Канаді. У 1914 році закінчив теологічні студії, єпископ Никита Будка рукопоклав його в сан священника (перший український католицький священник у Канаді). У 1922 році — учасник двох делегацій до прем'єр-міністра Канади Маккензі Кінга — у справі незалежності Галичини (ЗУНР) та від імені Українського центрального комітету.
Член президії КУК, Українського національного союзу, займав чільні пости в инших українських організаціях.